# 浅野健一
浅野 健一（あさの けんいち、1948年〈昭和23年〉7月27日 - ）は、日本のジャーナリスト。「人権と報道・連絡会」世話人。元同志社大学教授。

## 略歴
香川県高松市生まれ。香川県立高松高等学校を経て、1972年慶應義塾大学経済学部卒業。同大学新聞研究所修了後、共同通信社入社。1984年「犯罪報道の犯罪」を発表。1989年から1992年までジャカルタ支局長、スハルト政権を批判したため国外追放された。他に、編集局社会部記者、外信部デスクなど歴任。1994年3月退社し、同年4月から同志社大学文学部社会学科教授（新聞学専攻）、同大学大学院文学研究科新聞学専攻博士課程教授。2002 - 2003年、英ウエストミンスター大学客員研究員。2005年同志社大学社会学部メディア学科教授。2014年同志社大学を定年退職。

## 人物・エピソード
- 現在は大手メディアでは執筆せず、著作以外ではメディア問題に関する月刊誌である『創』の執筆が主となる。
- 社会民主党機関紙『社会新報』や朝鮮総聯中央機関紙『朝鮮新報』、救援連絡センターの機関紙『救援』にも執筆。
- イラク国際戦犯民衆法廷の呼びかけ人として名を連ねる。
- 有本恵子の拉致に関わったと疑われた八尾恵が冤罪を主張したとき、その救援に乗り出した（のちに八尾は有本の誘拐を認め、謝罪した）。
- 2020年4月に咽頭癌の影響で声帯を摘出している[2]。電気式人工咽頭を使用している。

## 発言・主張
- 選択的夫婦別姓制度導入に賛同。「100年後に正しいと判断される」と述べる[1]。

## 著書

### 単著
- 1984年9月 『犯罪報道の犯罪』学陽書房、ISBN 4313830499
- 1985年12月 『犯罪報道は変えられる』日本評論社、ISBN 4535575843
- 1987年6月 『犯罪報道の犯罪』講談社、ISBN 4061839926
- 1987年7月 『犯罪報道と警察』三一書房、ISBN 4380870030
- 1987年8月 『「スパイ防止法」がやってきた!　消すな!われらの表現』社会評論社、ISBN 4784504419
- 1989年6月 『新・犯罪報道の犯罪』講談社、ISBN 4061844539
- 1990年5月 『過激派報道の犯罪　マスコミの権力を批判する』三一書房、ISBN 4380900029
- 1993年1月 『客観報道　隠されるニュースソース』筑摩書房、ISBN 4480855769
- 1993年12月 『出国命令　インドネシア取材1200日』日本評論社、ISBN 4535581509
- 1994年5月 『日本は世界の敵になる　ODAの犯罪』三一書房、ISBN 4380942333
- 1996年3月 『マスコミ報道の犯罪』講談社、ISBN 4062631377、（筑摩書房刊『客観報道』増補・改訂および改題）
- 1996年5月 『メディア・ファシズムの時代』明石書店、ISBN 4750308110
- 1996年11月 『激論・新聞に未来はあるのか　同志社大学文学部浅野ゼミ・シンポの記録』現代人文社、ISBN 4906531180
- 1997年2月 『「犯罪報道」の再犯　さらば共同通信社』第三書館、ISBN 4807497049
- 1997年5月 『オウム「破防法」とマスメディア　続「犯罪報道」の再犯』第三書館、ISBN 4807497073
- 1997年8月 『犯罪報道とメディアの良心　匿名報道と揺らぐ実名原則』第三書館、ISBN 4807497154
- 1997年9月 『天皇の記者たち　大新聞のアジア侵略』スリーエーネットワーク、ISBN 4883190951
- 1997年10月 『日本大使館の犯罪』講談社、ISBN 4062636492
- 1997年11月 『メディア・リンチ』潮出版社、ISBN 4267014868
- 1994年4月 『英雄から爆弾犯にされて　アトランタ五輪爆弾・松本サリン・甲山事件』三一書房、ISBN 4380982300
- 2000年4月 『脳死移植報道の迷走』創出版、ISBN 492471836X
- 2001年1月 『人権と犯罪報道の現在』同志社、
- 2002年1月 『メディア規制に対抗できるぞ!報道評議会』現代人文社、ISBN 4877980741
- 2003年12月 『「報道加害」の現場を歩く』社会評論社、ISBN 4784514341
- 2004年6月 『犯罪報道の犯罪　新版』新風舎、ISBN 4797493925
- 2006年3月 『戦争報道の犯罪　大本営発表化するメディア』社会評論社、ISBN 4784514538
- 2007年12月 『メディア「凶乱」　報道加害と冤罪の構造を撃つ』社会評論社、ISBN 978-4784514656
- 2009年6月 『裁判員と「犯罪報道の犯罪」』昭和堂、ISBN 978-4812209394
- 2015年9月『安倍政権・言論弾圧の犯罪』社会評論社、ISBN 978-4784514991

### 共編・共著
- 1992年12月 （喜岡淳との共編著）『カンボジア派兵』労働大学、
- 1995年4月 （山口正紀との共著）『匿名報道　メディア責任制度の確立を』学陽書房、ISBN 4313817026
- 1995年11月 （鈴木邦男との共著）『激論・世紀末ニッポン　戦争犯罪 阪神・淡路大震災 オウム真理教事件』三一書房、ISBN 438095028X
- 1996年11月 （河野義行との共著）『松本サリン事件報道の罪と罰』第三文明社、ISBN 4476032052
- 1996年12月 （山口正紀との共編著）『無責任なマスメディア　権力介入の危機と報道被害』現代人文社、ISBN 4906531199
- 1999年12月 （同志社大学浅野健一ゼミ・編著）『ナヌムの家を訪ねて　日本軍慰安婦から学んだ戦争責任』現代人文社、ISBN 4906531938
- 2001年4月 （河野義行との共著）『松本サリン事件報道の罪と罰』講談社、ISBN 4062731207、（第三文明社刊『松本サリン事件報道の罪と罰』増補・改訂）
- 2003年3月 （ノーム・チョムスキーとの共著）『抗う勇気　ノーム・チョムスキー+浅野健一対談』現代人文社、ISBN 4877981519
- 2004年7月 （河野義行との共著）『松本サリン事件報道の罪と罰　新版』新風舎、ISBN 4797494077
- 2005年1月 （同志社大学浅野健一ゼミ・編著）『イラク日本人拘束事件と「自己責任」報道　海外メディアは日本人拘束事件をどう伝えたか』現代人文社、ISBN 4877982353
- 2005年9月 （野田正彰との共著）『日本のマスメディアと私たち　対論』晃洋書房